# Leslie Barczewski
Leslie Barczewski (Milwaukee, 6 de  febrero de 1957) es un deportista estadounidense que compitió en ciclismo en la modalidad de pista.
Ganó dos medallas de plata en el Campeonato Mundial de Ciclismo en Pista, en los años 1978 y 1985, en la prueba de tándem.

## Medallero internacional
| Campeonato Mundial | Campeonato Mundial | Campeonato Mundial | Campeonato Mundial |
| Año                | Lugar              | Medalla            | Competición        |
| ------------------ | ------------------ | ------------------ | ------------------ |
| 1978               | Múnich (RFA)       | Medalla de plata   | Tándem (A)         |
| 1985               | Bassano (Italia)   | Medalla de plata   | Tándem (A)         |